# Eriteri
L'eriteri (Eritherium azzouzorum) és una espècie de mamífer proboscidi extint. És l'espècie de proboscidi més antiga coneguda; visqué fa uns 60 milions d'anys al Paleocè, en allò que avui en dia és el Marroc. A més a més, és el proboscidi més petit que es coneix, juntament amb Khamsaconus bulbosus. Només pesava uns cinc quilograms i les seves dents canines no s'assemblaven gens als ullals dels elefants moderns, però la seva anatomia dental, mandibular i cranial demostren que era un proboscidi.